# 阿迪爾航空
阿迪爾航空 flyadeal（阿拉伯语：‎）是沙烏地阿拉伯的低成本航空公司，總部設於阿卜杜拉·阿齊茲國王國際機場，為沙烏地阿拉伯航空旗下的子公司。該航空公司於2017年9月23日開始營運國內航班。

## 歷史
沙烏地阿拉伯的國家航空公司沙烏地阿拉伯航空於2016年4月17日宣布將成立flyadeal，其為沙烏地阿拉伯航空集團SV2020轉型策略（Saudia Group's SV2020 Transformation Strategy）的一部分，該策略的目的是在2020年以前將集團的各單位提升至一定等級。而flyadeal的目標客群是沙烏地阿拉伯國內旅客、前往朝覲和副朝覲的穆斯林等。flyadeal於2017年9月23日正式開通航班，往返吉達和利雅德。2022年6月10日，flyadeal開通達曼－開羅之間的航班。

## 航線及目的地
截至2019年11月，flyadeal服務於以下目的地：
- 艾卜哈－艾卜哈支線機場[7]
- 達曼－法赫德國王國際機場
- 吉達－阿卜杜勒-阿齊茲國王國際機場（樞紐）
- 蓋西姆省－納伊夫·本·阿卜杜勒-阿齊茲親王支線機場
- 利雅德－哈立德國王國際機場
- 塔布克－塔布克地區機場（英语：Tabuk Regional Airport）
- 吉贊－阿卜杜拉·本·阿卜杜拉阿齊茲國王機場（英语：King Abdullah Bin Abdulaziz Airport）
- 麥地那－穆罕默德·本·阿卜杜勒-阿齊茲親王國際機場
- 哈伊勒－哈伊勒地區機場（英语：Ha'il Regional Airport）
- 塔伊夫－塔伊夫地區機場（英语：Ta'if Regional Airport）
- 延布－阿卜杜勒·穆赫辛·本·阿卜杜拉齊茲王子國際機場（英语：Yanbu Airport）

## 機隊
截至2020年6月，flyadeal擁有以下機隊：
| 空中巴士A320-200 | 11 | —  | 186 |                |  |  |
| 空中巴士A320neo  | 1  | 29 | 186 | 另訂購20架備用 |  |  |
| 總計             | 12 | 29 |     |                |  |  |

2019年7月7日，flyadeal計畫訂購30架空中巴士A320neo客機，另訂購20架備用。flyadeal原預計向波音公司訂購50架波音737 MAX，惟因2019年波音737 MAX停飛事件導致該公司取消了訂單。

## 事件
2021年2月10日，沙烏地阿拉伯艾卜哈國際機場遭到胡希運動的無人機攻擊，導致flyadeal的一架空巴A320客機受損。該事件未造成人員傷亡，且仍在調查中。

## 外部連結
- flyadeal